# حزب العمال الجديد

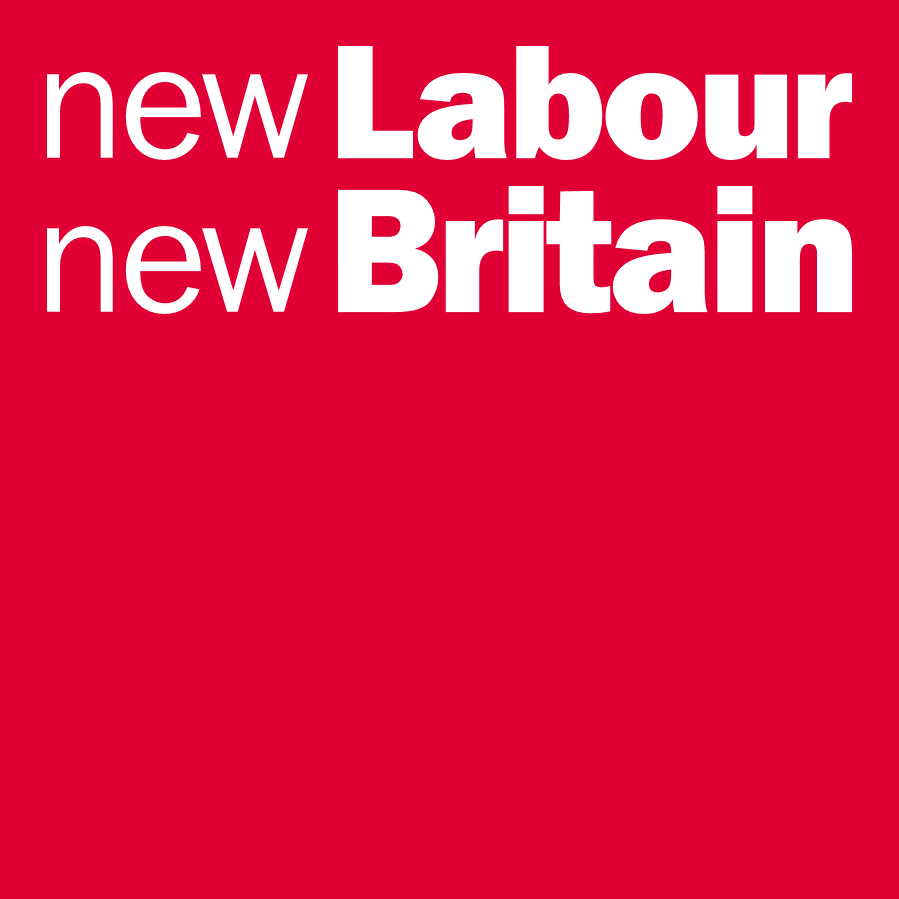
شعار حزب العمال الجديد

حزب العمال الجديد، إشارة إلى فترة من تاريخ حزب العمال من منتصف تسعينيات القرن العشرين وحتى أولى سنوات العقد الأول من القرن الحادي والعشرين، وكان بقيادة كل من توني بلير وجوردون براون. اشتق شعار الحزب الجديد من شعار المؤتمر الذي استخدم في حزب العمال للمرة الأولى في 1994، والذي أعتبر لاحقاً مشروع بيان نشره الحزب عام 1996 وكان الشعار حينها «حزب العمال الجديد، حياة جديدة لبريطانيا».
وقد قُدّم كعلامة تجارية للحزب الجديد الذي أيد اقتصاد السوق. استخدمت العلامة التجارية على نطاق واسع في حين كان الحزب مشتركاً في الحكومة بين عامي 1997 و 2010. فاز حزب العمال الجديد بالأغلبية الساحقة عام 1997 و2001، ثم فاز مرة أخرى عام 2005. استقال بلير كزعيم للحزب عام 2007، وخلفه غوردون براون. لم يفز حزب العمال في انتخابات المملكة المتحدة لعام 2010، ما أسفر عنه إنشاء حزب المحافظين-الديمقراطيون الليبراليون إئتلاف حكومة المملكة المتحدة (2010-لغاية الآن). استقال غوردون براون كرئيس للوزراء وكزعيم لحزب العمل بعد ذلك بفترة قصيرة، وخلفه إد ميلباند في انتخابات 2010.
تطوّر حزب العمال كعلامة تجارية لاستعادة ثقة الناخبين وللخروج من صورة الحزب القديم، والذي كان تعرض للانتقادات للاخلال بوعوده في الانتخابات وعلاقته مع نقابات العمال والدولة. استخدم حزب العمال الجديد كعلامة تجارية لإيصال تحديثات ومستجدات الحزب للجمهور. عام 2002، وفي أعقاب انتقادات من فيليب غولد، أعلن بلير عن ضرورة إعادة اختراع العلامة التجارية اعتماداً على سياسة محلية موحدة وزيادة التأكيد على أمور الشؤون الخارجية. وبقيادة كل من نيل كينوك وجون سميث (سياسي)، حاول الحزب توسيع جاذبيته الانتخابية باستغلال العلامة التجارية الجديدة. وبحلول انتخابات عام 1997 العامة، حقق الحزب مكاسب كبيرة في الطبقتين الوسطى والعليا. كما حافظ على منزلته المتقدمة في انتخابات 2001 و2005.
تأثر حزب العمال الجديد بفكر المفكر السياسي أنطوني كروسلاند وبقيادة توني بلير وغوردن براون وبيتر ماندلسون والحملات الإعلامية التي قام بها ألستير كامبل. وقد تأثرت الفلسفة السياسية للحزب بمنهجية التطوير التي اتبعها أنتوني غيدنز والتي عرفت باسم الطريق الثالث، وقد حاولت هذه الطريقة تقديم توليفة بين الرأسمالية والاشتراكية. أكد الحزب على أهمية العدالة الاجتماعية بدلاً من المساواة، مؤكداً على الحاجة لتكافؤ الفرص، كما آمن بأهمية استخدام السوق الحر لتقديم الكفاءة الاقتصادية والعدالة الاجتماعية. انتقد النقابي والصحفي «جيمي ريد» حزب العمال لفشله في تحقيق المساواة، وقال إن قبول العمل لاقتصاديات السوق قد قلصت من العدالة الاجتماعية. عام 2002، قال أنتوني جيدنز، المهندس الرئيسي لفلسفة الطريق الثالث السياسية، أن حملات إقناع الرأي العام كانت أكبر فشل لحزب العمال الجديد، ولكنه أثنى على نجاح الحزب في مجالات سياسية معينة وإلى تهميش حزب المحافظين.

## تاريخياً

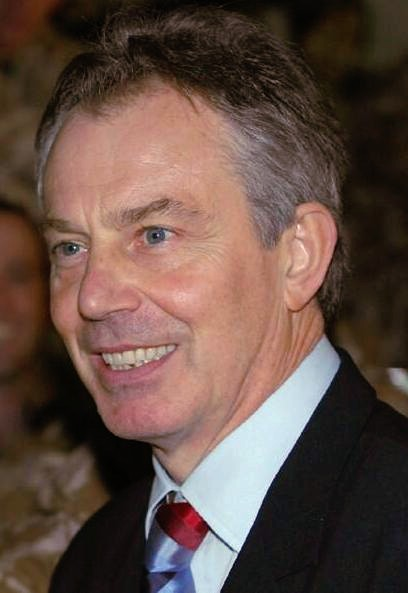
توني بلير، عضو بارز في حزب العمال الجديد

أصبح توني بلير زعيم حزب العمال الجديد عام 1994 بعد فوزه بنسبة 57% من الأصوات في الانتخابات زعامة حزب العمال البريطاني عام 1994، وهزيمة جون بريسكوت ومارغريب بيكيت. لم يكن براون مرشحاً لزعامة الحزب نتيجة اتفاق بينه وبين بلير عقداه عام 1994، إذ تعهد براون أن لا يترشح للانتخابات. وقد تكهنت وسائل الإعلام أن بلير وافق على التنحي والسماح لبراون الترشح لمنصب رئيس الوزراء مستقبلاً، لكن أنصار بلير إدّعوا أن مثل هذا الاتفاق لم يحدث قط
صيغ مصطلح «حزب العمل الجديد» من قبل توني بلير في تشرين الأول (أوكتوبر) 1994 في خطاب ألقاه في مؤتمر حزب العمال البريطاني. وخلال هذا الخطاب أعلن بلير عن تعديل الفقرة IV من دستور حزب العمل، وفيها تخلى عن فكرة التأميم واحتضن فكرة اقتصاد السوق، وقد تضمن هذا التعديل التزام بالعمل على توازن السوق والملكية العامة، وتحقيق التوازن بين خلق الثروة مع عدالة إجتماعية. عام 1997، وبعد 18 عاماً من سيطرة حزب المحافظين على الحكومة، حقق حزب العمال الجديد نصراً ساحقاً في الانتخابات العامة، وفاز بـ 418 مقعداً في مجلس العموم وهو أكبر أنتصار في تاريخ الحزب. كما حقق الحزب نصراً في انتخابات عامي 2001 و2005، فكانت تلك أطول فترة خدم فيها شخص (أي توني بلير) كرئيس وزراء المملكة المتحدة.

## أهم شخصيات حزب العمال الجديد
- أنثوني كروسلاند
- توني بلير
- غوردون براون
- بيتر ماندلسون
- ألستير كامبيل

## الفلسفة السياسية
طوّر حزب العمال الجديد منهجية «الطريق الثالث» واتبعها، وهو منصة لتوفير بديل عن الكيانين الرأسمالية والاشتراكية المطلقة. تطوّر هذا الفكر لتعزيز تطور الحزب وجذب الناخبين من مختلف الأطياف السياسية. وفّر الحزب طريقاً وسطاً بين الليبرالية الجديدة واقتصاديات السوق الحرة للحق الجديد، وقد اعتبره الحزب أكثر كفاءة من الناحية الاقتصادية والإصلاح الأخلاقي لحزب ما بعد عام 1945. وقد تشارك مع حزب العمال الجديد في اهتمامه بالعدالة الاجتماعية. غادر فكر حزب العمال الجديد مع معتقداته التقليدية في تحقيق العدالة الاجتماعية بدلاً من تحقيقها من خلال الطبقة العاملة من خلال التكتلات الجماعية. كان توني بلير متأثراً بالاشتراكية الأخلاقية والاشتراكية الدينية واستخدام أنماط الاشتراكية هذه لتكوين نمط جديد من الاشتراكية.